# Antillesoma antillarum
Antillesoma antillarum är en stjärnmaskart som först beskrevs av Grnbe och Anders Sandoe Oersted 1858.  Antillesoma antillarum ingår i släktet Antillesoma och familjen Phascolosomatidae. Inga underarter finns listade i Catalogue of Life.